# Kehna
Kehna ist ein Ortsteil der Gemeinde Weimar (Lahn) im mittelhessischen Landkreis Marburg-Biedenkopf. Der vom Lohrbach und Walgerbach durchflossene Ort hat zurzeit rund 60 Einwohner und ist somit einer der kleinsten Ortsteile der Gemeinde.

## Geschichte

### Ortsgeschichte
Die ältest bekannte urkundliche Erwähnung Kehnas erfolgte um das Jahr 1140 in alten Lehensverzeichnissen. Am 21./22. Juli 1990 beging Kehna seine 850-Jahr-Feier. (Das historische Ortslexikon für Hessen nennt 1250 als Jahr der Ersterwähnung.)
Eine mögliche Erklärung des Ortsnamens besteht in der Rückführung auf ahd. kien = „Kien, Asche, Fackel“ und ahd. aha = „Bach“, wörtl. „Kienbach“. Damit reiht sich der Ortsname plausibel in die Gruppe vergleichbarer, im Frühmittelalter gegründeter Namentypen wie Moorbach/Marbach, Schwarzbach usw. ein. Der Name entspricht der Ortslage, denn Kehna liegt auf schwarzem Boden, in einer Talmulde zwischen den stark vermoorten Kleingewässern Lohrbach und Walgerbach.
Hessische Gebietsreform (1970–1977)
Zum 1. Juli 1974 wurde Kehna im Zuge der Gebietsreform in Hessen kraft Landesgesetz der Großgemeinde Weimar (Lahn) angeschlossen. Für Kehna wurde wie für die übrigen Ortsteile von Weimar ein Ortsbezirk mit Ortsbeirat und Ortsvorsteher eingerichtet.

### Verwaltungsgeschichte im Überblick
Die folgende Liste zeigt die Staaten und Verwaltungseinheiten, denen Kehna angehört(e):
- vor 1567: Heiliges Römisches Reich, Landgrafschaft Hessen, Gericht Oberweimar auch genannt Reitzberg (Gericht Oberweimar bestand aus den Orten Oberweimar, Niederwalgern, Kehna, Altna, Weiershausen, Hermershausen, Ciriaxweimar, Gisselberg, Ronhauſen und Wolfshausen, sowie die Hälfte von Dilschhausen und Elnhausen)[9]
- ab 1567: Heiliges Römisches Reich, Landgrafschaft Hessen-Marburg, Amt Marburg[10]
- 1604–1648: Heiliges Römisches Reich, strittig zwischen Landgrafschaft Hessen-Darmstadt und Landgrafschaft Hessen-Kassel (Hessenkrieg), Amt Marburg
- ab 1648: Heiliges Römisches Reich, Landgrafschaft Hessen-Kassel, Amt Marburg
- ab 1806: Landgrafschaft Hessen-Kassel, Amt Kaldern und Reitzberg
- 1807–1813: Königreich Westphalen, Departement der Werra, Distrikt Marburg, Kanton Lohra
- ab 1815: Kurfürstentum Hessen, Amt Kaldern und Reitzberg[11]
- ab 1821: Kurfürstentum Hessen, Provinz Oberhessen, Landkreis Marburg[12][Anm. 2]
- ab 1848: Kurfürstentum Hessen, Bezirk Marburg
- ab 1851: Kurfürstentum Hessen, Provinz Oberhessen, Landkreis Marburg
- ab 1867: Königreich Preußen, Provinz Hessen-Nassau, Regierungsbezirk Kassel, Landkreis Marburg
- ab 1871: Deutsches Reich,  Königreich Preußen, Provinz Hessen-Nassau, Regierungsbezirk Kassel, Landkreis Marburg
- ab 1918: Deutsches Reich, Freistaat Preußen, Provinz Hessen-Nassau, Regierungsbezirk Kassel, Landkreis Marburg
- ab 1944: Deutsches Reich, Freistaat Preußen, Provinz Kurhessen, Landkreis Marburg
- ab 1945: Amerikanische Besatzungszone, Groß-Hessen, Regierungsbezirk Kassel, Landkreis Marburg
- ab 1946: Amerikanische Besatzungszone, Hessen, Regierungsbezirk Kassel, Landkreis Marburg
- ab 1949: Bundesrepublik Deutschland, Hessen, Regierungsbezirk Kassel, Landkreis Marburg
- ab 1974: Bundesrepublik Deutschland, Regierungsbezirk Kassel, Landkreis Marburg-Biedenkopf, Gemeinde Weimar[Anm. 3]

### Gerichte seit 1821
Mit Edikt vom 29. Juni 1821 wurden in Kurhessen Verwaltung und Justiz getrennt. In Marburg wurde der Kreis Marburg für die Verwaltung eingerichtet und das Landgericht Marburg war als Gericht in erster Instanz für Kehna zuständig. 1850 wurde das Landgericht in Justizamt Marburg umbenannt. Nach der Annexion Kurhessens durch Preußen 1866 erfolgte am 1. September 1867 die Umbenennung des bisherigen Justizamtes in Amtsgericht Marburg. Auch mit dem Inkrafttreten des Gerichtsverfassungsgesetzes von 1879 blieb das Amtsgericht unter seinem Namen bestehen.

## Bevölkerung

### Einwohnerstruktur 2011
Nach den Erhebungen des Zensus 2011 lebten am Stichtag dem 9. Mai 2011 in Kehna 60 Einwohner. Nach dem Lebensalter waren 6 Einwohner unter 18 Jahren, 26 zwischen 18 und 49, 13 zwischen 50 und 64 und 3 Einwohner waren älter. Die Einwohner lebten in 18 Haushalten. Davon waren 6 Singlehaushalte, 69 Paare ohne Kinder und 108 Paare mit Kindern, sowie keine Alleinerziehende und keine Wohngemeinschaften. In 3 Haushalten lebten ausschließlich Senioren und in 15 Haushaltungen lebten keine Senioren.

### Einwohnerentwicklung
| Quelle: | Historisches Ortslexikon                                                              |
| • 1577: | 11 Hausgesesse                                                                        |
| • 1630: | 5 Mannschaften, 2 Witwen (2 vierspännige, 2 dreispännige, 1 zweispännige Ackerleute)  |
| • 1681: | 7 hausgesessene Mannschaften                                                          |
| • 1746: | 77 Einwohner                                                                          |
| • 1838: | Familien: 3 nutzungsberechtigte, 3 nicht nutzungsberechtigte Ortsbürger, ein Beisasse |

| Kehna: Einwohnerzahlen von 1834 bis 2011 | Kehna: Einwohnerzahlen von 1834 bis 2011 | Kehna: Einwohnerzahlen von 1834 bis 2011 | Kehna: Einwohnerzahlen von 1834 bis 2011 | Kehna: Einwohnerzahlen von 1834 bis 2011 |
| --- | ---------------------------------------- | ---------------------------------------- | ---------------------------------------- | ---------------------------------------- |
| Jahr |                                          |                                          |                                          | Einwohner                                |
| 1834 | 1834                                     |                                          | 110                                      | 110                                      |
| 1840 | 1840                                     |                                          | 101                                      | 101                                      |
| 1846 | 1846                                     |                                          | 102                                      | 102                                      |
| 1852 | 1852                                     |                                          | 103                                      | 103                                      |
| 1858 | 1858                                     |                                          | 103                                      | 103                                      |
| 1864 | 1864                                     |                                          | 102                                      | 102                                      |
| 1871 | 1871                                     |                                          | 94                                       | 94                                       |
| 1875 | 1875                                     |                                          | 96                                       | 96                                       |
| 1885 | 1885                                     |                                          | 86                                       | 86                                       |
| 1895 | 1895                                     |                                          | 91                                       | 91                                       |
| 1905 | 1905                                     |                                          | 88                                       | 88                                       |
| 1910 | 1910                                     |                                          | 97                                       | 97                                       |
| 1925 | 1925                                     |                                          | 83                                       | 83                                       |
| 1939 | 1939                                     |                                          | 75                                       | 75                                       |
| 1946 | 1946                                     |                                          | 102                                      | 102                                      |
| 1950 | 1950                                     |                                          | 102                                      | 102                                      |
| 1956 | 1956                                     |                                          | 79                                       | 79                                       |
| 1961 | 1961                                     |                                          | 64                                       | 64                                       |
| 1967 | 1967                                     |                                          | 59                                       | 59                                       |
| 1980 | 1980                                     |                                          | ?                                        | ?                                        |
| 1990 | 1990                                     |                                          | ?                                        | ?                                        |
| 2000 | 2000                                     |                                          | 76                                       | 76                                       |
| 2005 | 2005                                     |                                          | 90                                       | 90                                       |
| 2010 | 2010                                     |                                          | 75                                       | 75                                       |
| 2011 | 2011                                     |                                          | 60                                       | 60                                       |
| Datenquelle: Historisches Gemeindeverzeichnis für Hessen: Die Bevölkerung der Gemeinden 1834 bis 1967. Wiesbaden: Hessisches Statistisches Landesamt, 1968. Weitere Quellen: LAGIS; nach 1970: Gemeinde Weimar:; Zensus 2011 |                                          |                                          |                                          |                                          |

### Historische Religionszugehörigkeit
| Quelle: | Historisches Ortslexikon                                         |
| • 1861: | 111 lutherische (= 100 %) Einwohner                              |
| • 1885: | 086 evangelische (= 100 %) Einwohner                             |
| • 1961: | 060 evangelische (= 93,75 %), 4 katholische (= 6,25 %) Einwohner |

### Historische Erwerbstätigkeit
| Quelle: | Historisches Ortslexikon |
| • 1746: | ein Flickschneider. |
| • 1838: | Familien: 9 Ackerbau, 4 Tagelöhner.                                                                                              |
| • 1961: | Erwerbspersonen: 31 Land- und Forstwirtschaft, 6 Produzierendes Gewerbe, 1 Handel und Verkehr, 2 Dienstleistungen und Sonstiges. |

## Sehenswürdigkeiten
Eine der Sehenswürdigkeiten Kehnas ist die Fachwerkkirche. Sie wurde nach zwölfjähriger Bauzeit am 7. Oktober 1779 eingeweiht.
Weiterhin ist das Hofensemble sowie das ehemalige Backhaus und heutige Bürgerhaus zu nennen.

Direkt am Ortsrand liegt das Naturschutzgebiet Kehnaer Trift. Außerdem lädt die Landschaft zum Wandern und Radfahren ein.

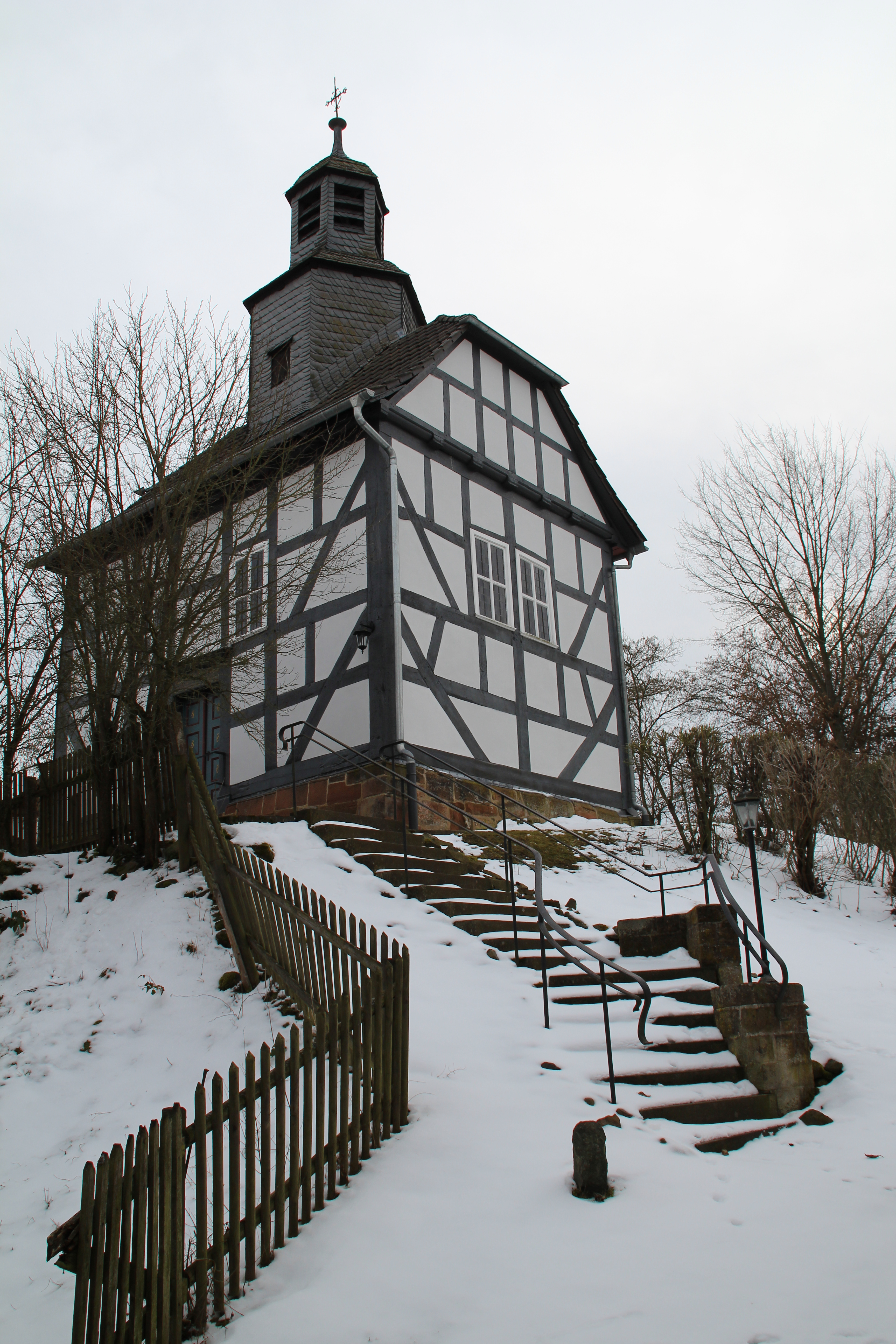
Kirche im Winter
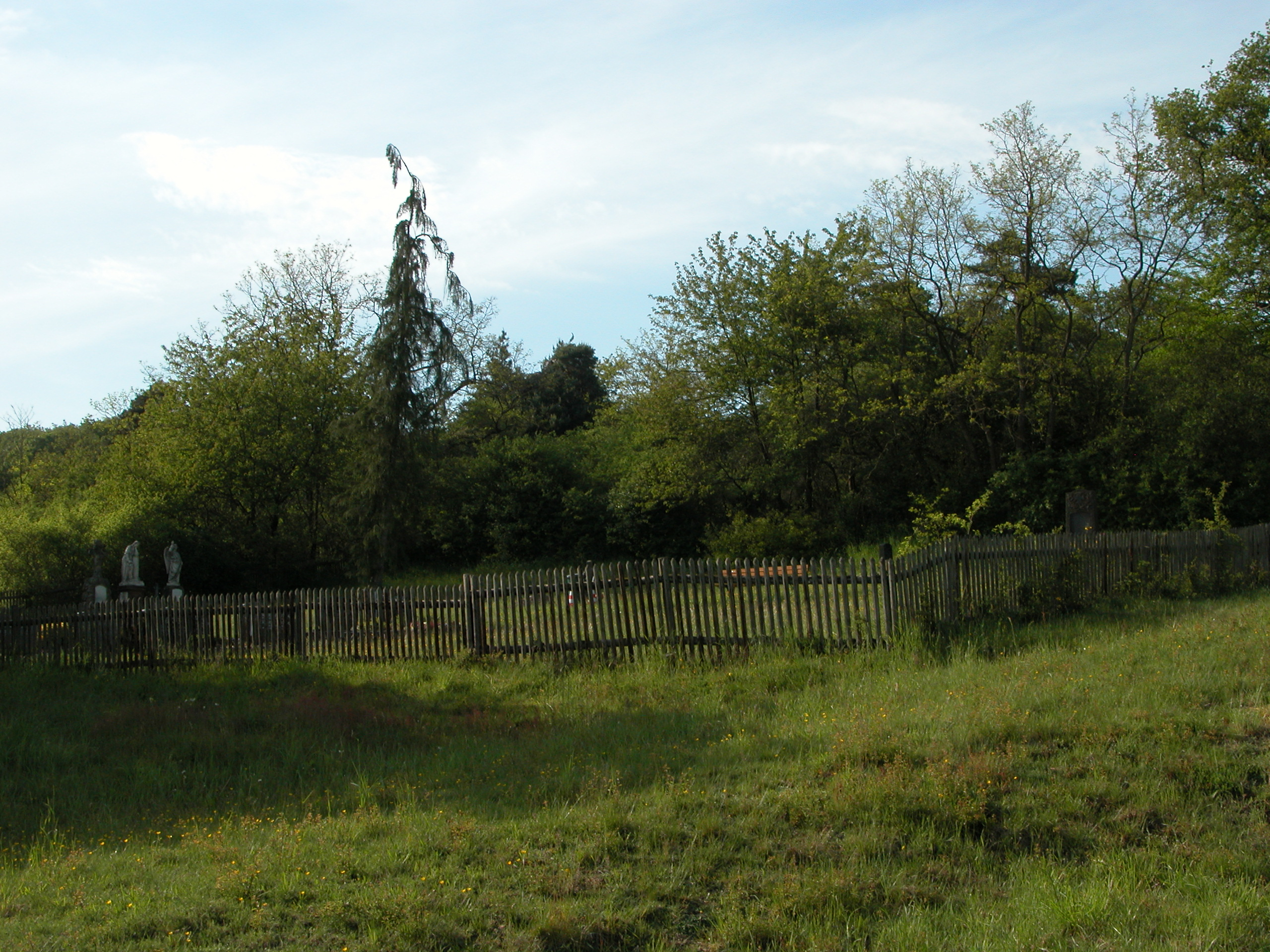
Friedhof
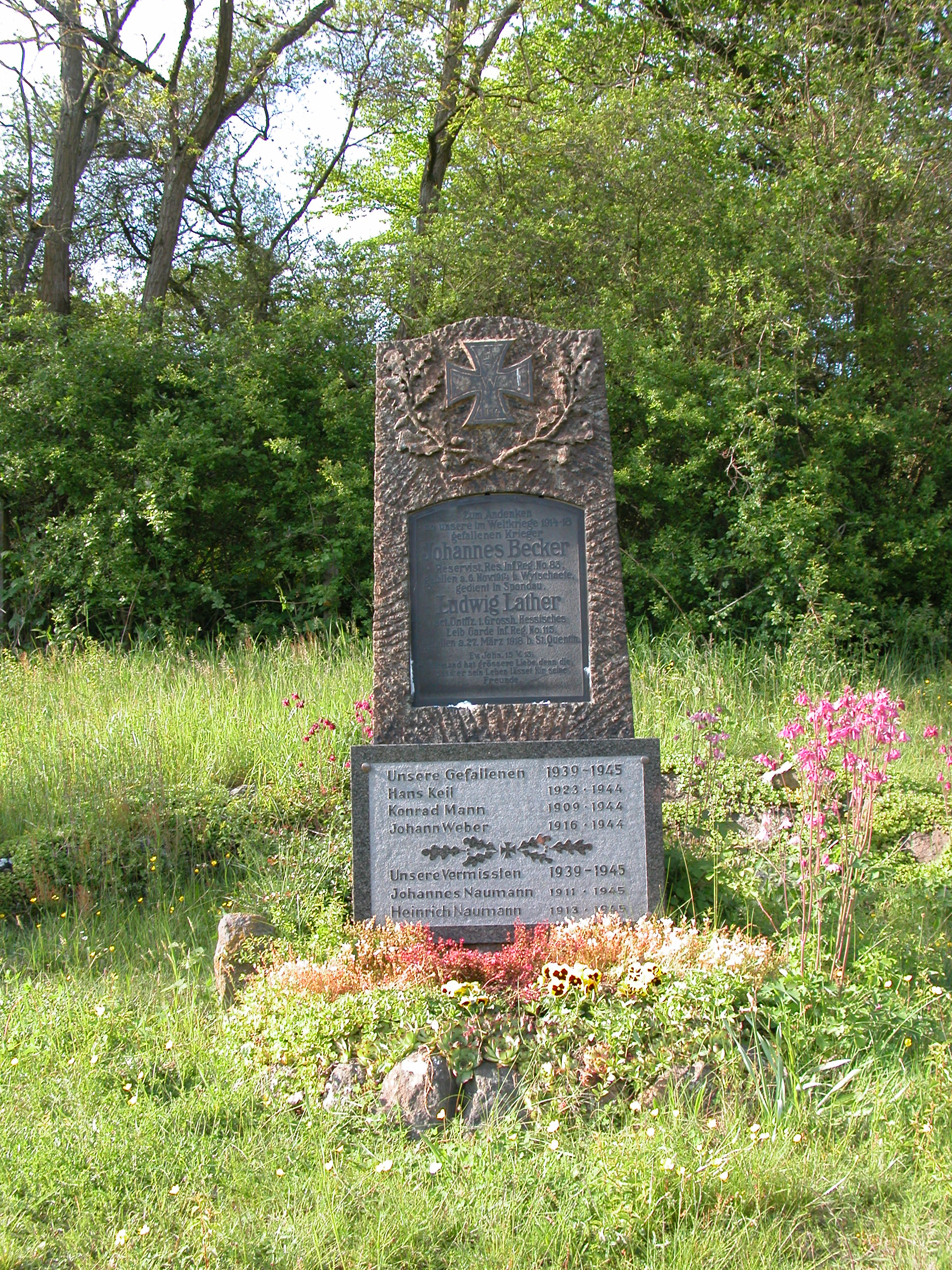
Denkmal für die Gefallenen der beiden Weltkriege auf dem Friedhof
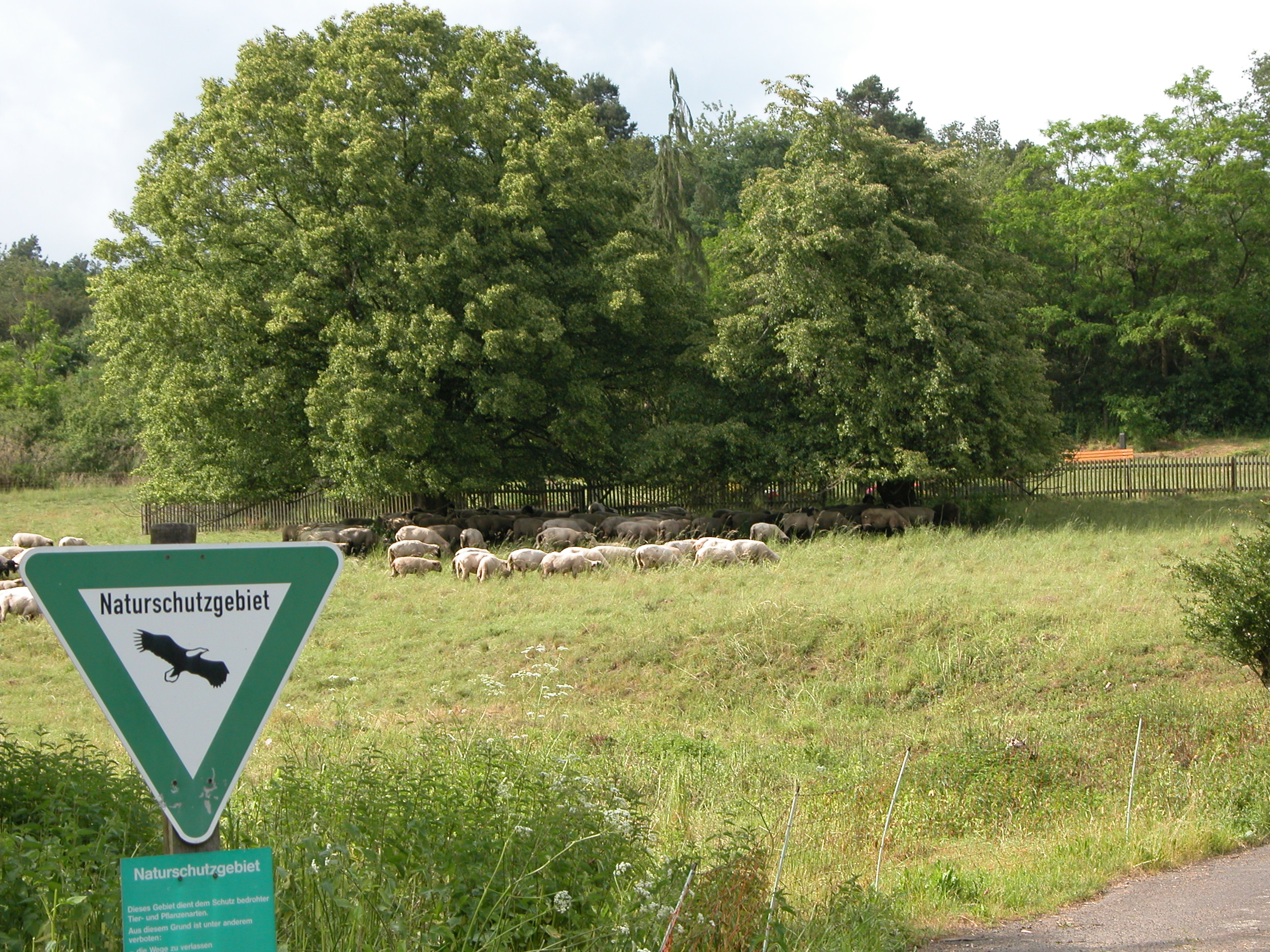
Teilweise von Schafen beweidetes Naturschutzgebiet. Der Holzzaun hinter den Schafen begrenzt den Friedhof
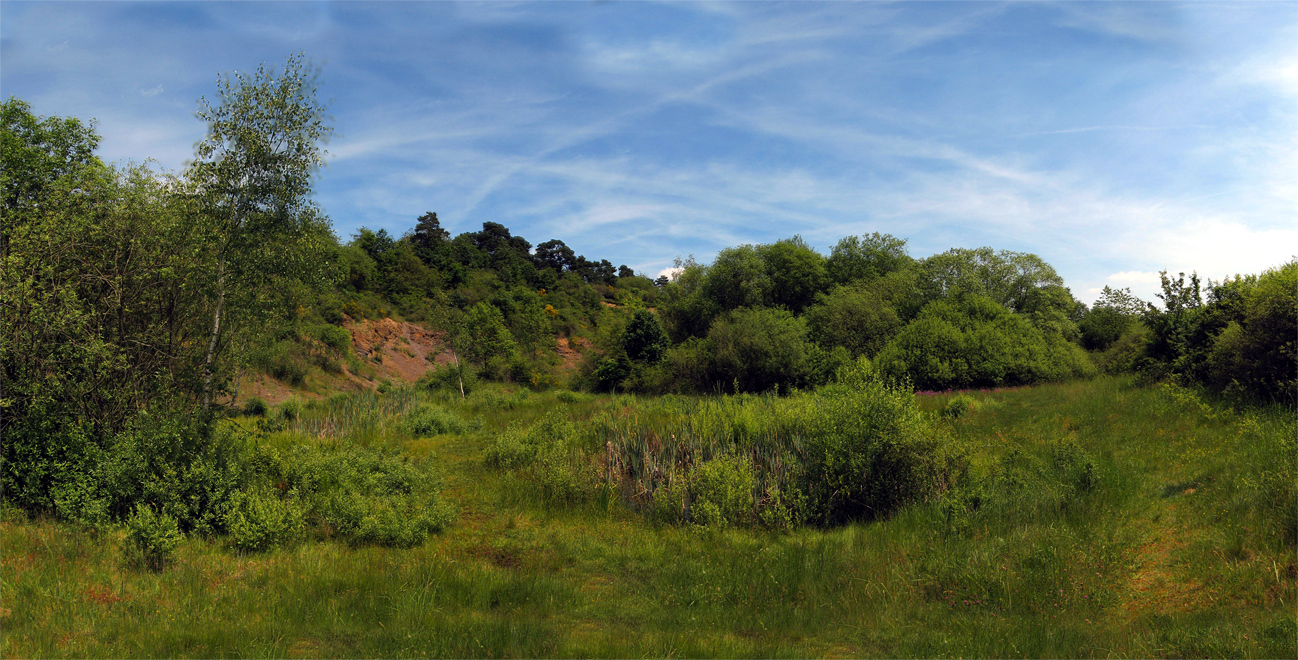
Naturschutzgebiet Kehnaer Trift

## Vereine
In Kehna gibt es eine Landschaftsschutzinitiative sowie die Gemeinschaft in Kehna, die unter anderem eine Bio-Kaffeerösterei betreibt.

## Söhne und Töchter von Kehna
- Karl-Heinz Lather (1948–2021), General der Bundeswehr
- Elisabeth Rühl (* 1843), Porträt in der Neuen Galerie Kassel[19]